# Mabel Boll
Mabel Boll (Rochester, Nueva York; 1 de diciembre de 1893 - Manhattan, Nueva York; 11 de abril de 1949), conocida como la «reina de diamantes», fue una socialite estadounidense que participó en los primeros días de los vuelos de aviones que batieron récords en los años 1920. La prensa le puso apodos como «la rubia más guapa de Broadway» o «la novia de 250.000 dólares al día».

## Primeros años

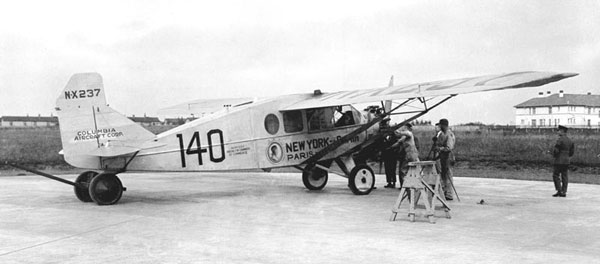
The Columbia

Más tarde, Boll afirmó en numerosas ocasiones que era heredera y miembro de una familia adinerada. La verdad era que su padre, George, era camarero en Rochester, Nueva York. Sin embargo, era atractiva, una belleza bajita, de ojos oscuros y «vívidamente rubia». Su primer empleo fue la venta de puros en Rochester. Boll se convirtió en una experimentada amazona, y se casó con el empresario Robert Scott en 1909. En 1914 tuvo un hijo, Robert Scott II.
Boll era conocida como «La reina de los diamantes» por la cantidad de joyas que exhibía en público. En ocasiones, lucía en público más de 400.000 dólares en joyas y fue fotografiada con un jersey de oro y platino.
En 1922, Boll se casó con el rey colombiano del café Hernando Rocha, quien le regaló más de un millón de dólares en joyas y un diamante talla esmeralda de 46,57 quilates (9,314 g) que llevaba su nombre «The Mabel Boll». El diamante fue adquirido por la colección Harry Winston a la muerte de Boll en 1949.
En 1934, Boll volvió a aparecer en los titulares como la «condesa de Porceri» en Niza, Francia, cuando su novio Georges Chariot, de 27 años, se pegó un tiro en su jardín. En febrero de 1940, Boll se casó por quinta vez, con un arpista de Florida.
Según la necrológica del New York Times, Boll fue conocida una vez como Mabel Bache, posiblemente casada con el teniente Albert Bache, aunque nunca admitió el matrimonio. 

## Aviación

### Fiebre transatlántica
En 1927, Charles Lindbergh gana el premio Orteig por su vuelo sin escalas de Nueva York a París. Boll también quería publicidad y pensó que ser la primera mujer en cruzar el Atlántico en avión sería noticia. Mientras vivía en París, Francia, Boll anunció que pagaría 100.000 francos a cualquier piloto que la llevara a cruzar el Atlántico desde París.

### Vuelos en elColumbia
El almirante Byrd y Charles A. Levine compitieron por el premio Orteig, pero no lo consiguieron. Ambos completaron vuelos récord poco después. Durante su estancia en Europa, Boll intentó que Levine la llevara a Estados Unidos en el Columbia, que aún se encontraba en Francia tras un vuelo récord desde Nueva York. El inexperto propietario de la aeronave, Levine, tenía previsto llevarla de vuelta a América con un piloto francés, Maurice Droughin. Después de que desacuerdos con Droughin y los abogados dejaran el avión vigilado y en tierra, Levine despegó hacia Inglaterra alegando que sólo estaba probando el motor. (Chamberlain afirmó que Levine sobornó a los guardias.) Boll siguió a Levine a Inglaterra en barco, convenciendo a Levine para que la dejara ser pasajera.
Justo antes del vuelo, el nuevo piloto de Levine, el capitán Walter G. R. Hinchliffe, se negó públicamente a volar si Boll era pasajera y, en su lugar, ella voló a Roma, dejando un regalo al hijo de Benito Mussolini. Boll fue invitada a probar un vuelo de este a oeste de América y partió hacia Nueva York en barco en enero de 1928.
El 5 de marzo de 1928, Wilmer Stultz, Oliver Colin LeBoutillier y Boll en un asiento improvisado, realizaron el primer vuelo sin escalas de la Columbia entre Nueva York y La Habana, Cuba, lo que colocó a Boll en la portada del New York Times. Boll fue demandado un mes después por la compañía de Levine por 12.000 dólares más intereses. Boll era conocido por ser un pasajero temperamental, y en una ocasión hirió al piloto Erroll Boyd con un bolso Alligator en pleno vuelo por realizar un aterrizaje prematuro con mal tiempo.
En 1928, los mismos equipos que intentaron ganar el Premio Orteig competían por ser los primeros en hacer volar a una mujer a través del Atlántico (como pasajera). Levine eligió a la extravagante Boll. En el otro extremo, se eligió a Amelia Earhart, una piloto recatada y capaz patrocinada por George Palmer Putnam y Amy Phipps Guest.
El 26 de junio de 1928, Boll fue filmado saliendo de Roosevelt Field en el Columbia. Boll fue visto más tarde a 1.100 millas de distancia, en Harbour Grace, Terranova, como pasajero en el Columbia. El avión estaba pilotado por Oliver Colin LeBoutillier y Arthur Argles, propiedad del presidente de Columbia Aircraft Corp, Charles Levine. Mientras Boll anunciaba públicamente su aspiración de ser la primera mujer en cruzar el Atlántico en avión, Amelia Earhart también se encontraba en Terranova al mismo tiempo, junto con la alemana Thea Rasche.
Los periódicos centraron su atención en las aspiraciones de «La reina de diamantes de Broadway». Los preparativos del viaje se hicieron con toda publicidad. Al mismo tiempo, en relativo secreto, la prensa creía que los pilotos Wilmer Stultz y Gordon estaban preparando el Fokker «Friendship» de Byrd para su proyectado viaje al Polo Sur. El propio Stultz planeaba ser el piloto del Columbia y desertó para unirse a la tripulación de Byrd. Tras varios intentos fallidos días antes, el 17 de junio, el «Friendship» despegó de la bahía de Trepassey, Terranova, con Earhart a bordo mientras la tripulación del Columbia permanecía en tierra durante cinco días debido a las condiciones meteorológicas. Al enterarse del éxito del vuelo de Earhart y su tripulación, Boll regresó a América, donando 500 dólares a la pista de aterrizaje de Terranova para su desarrollo.

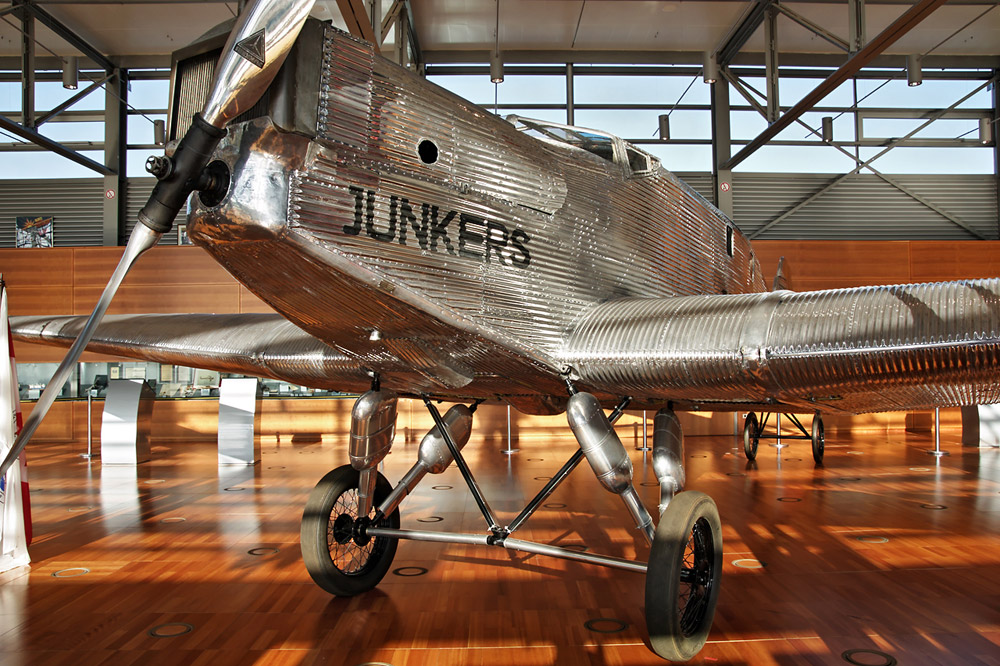
un Junkers W 33

Boll quería un nuevo apodo: «La reina del aire». Para su último intento serio de batir el récord, Levine compró un Junkers W 33 de largo alcance personalizado por 50.000 dólares con el logotipo «The Queen of the Air» en los laterales. Se hicieron planes para que Bert Acosta llevara a Boll y Levine de París a Nueva York para batir un nuevo récord, que se cambió por un intento de Londres a Nueva York. Cuando el avión llegó a finales de agosto de 1928, la temporada de vuelo estaba llegando a su fin y Levine estaba ocupado con asuntos legales en Estados Unidos. El Junkers «The Queen of the Air» fue transportado de vuelta a América, dañado y revendido a William Rody. Éste lo rebautizó como «de Espírito Santo Agostinho» (ESA) e intentó un récord de travesía transatlántica de tres hombres desde Lisboa el 13 de septiembre de 1931. El avión aterrizó en el océano Atlántico, y los depósitos vacíos de la aeronave mantuvieron a la tripulación a flote durante varios días antes de que fueran rescatados.
El último esfuerzo de Boll por convertirse en pasajero transatlántico fue rechazado por el propietario de la aeronave y animador Harry Richman. Boll evitó los peligros de los vuelos récord hasta 1936, cuando anunció que se había curado de su obsesión por volar.

## Últimos años y muerte
Boll siguió apareciendo en los titulares durante las décadas de 1930 y 1940, pero poco a poco su estatus de estrella se fue desvaneciendo. Abandonó su hogar en Suiza en 1939 al estallar la guerra en Europa. Murió de un derrame cerebral en el Manhattan State Hospital, el hospital psiquiátrico de las islas Wards, el 11 de abril de 1949, a la edad de 55 años.